# Aulacosternus
Aulacosternus é um género de besouro pertencente à família Histeridae.
As espécies deste género podem ser encontradas na Nova Zelândia.
Espécies:
- Aulacosternus caledoniae (Fauvel, 1891)
- Aulacosternus zelandicus Marseul, 1853
- Sternaulax laevis Sharp, 1876